# Podocarpus teysmannii
Podocarpus teysmannii är en barrträdart som beskrevs av Friedrich Anton Wilhelm Miquel. Podocarpus teysmannii ingår i släktet Podocarpus och familjen Podocarpaceae. IUCN kategoriserar arten globalt som livskraftig. Inga underarter finns listade i Catalogue of Life.